# Hostačov

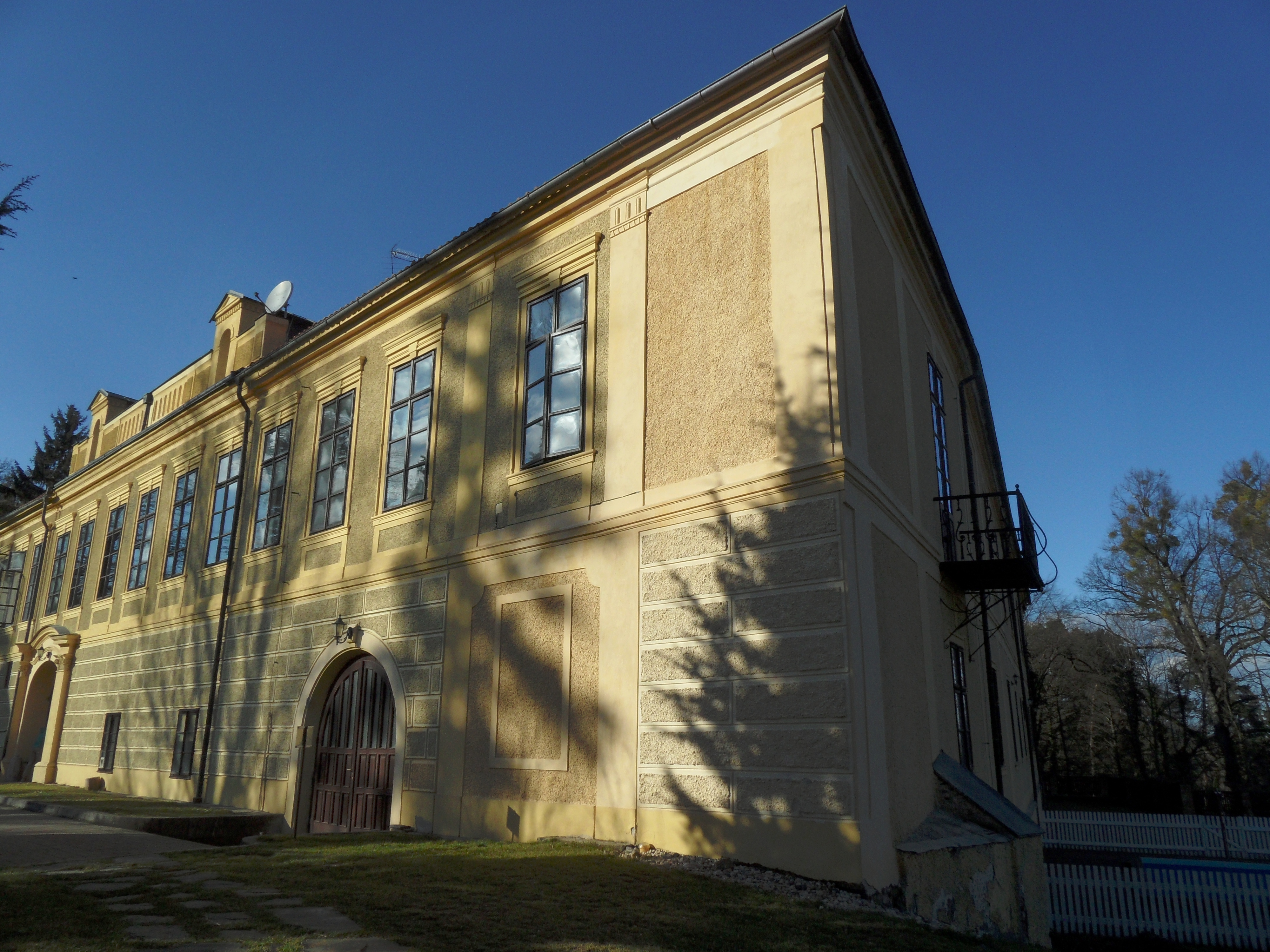
Schloss Hostačov

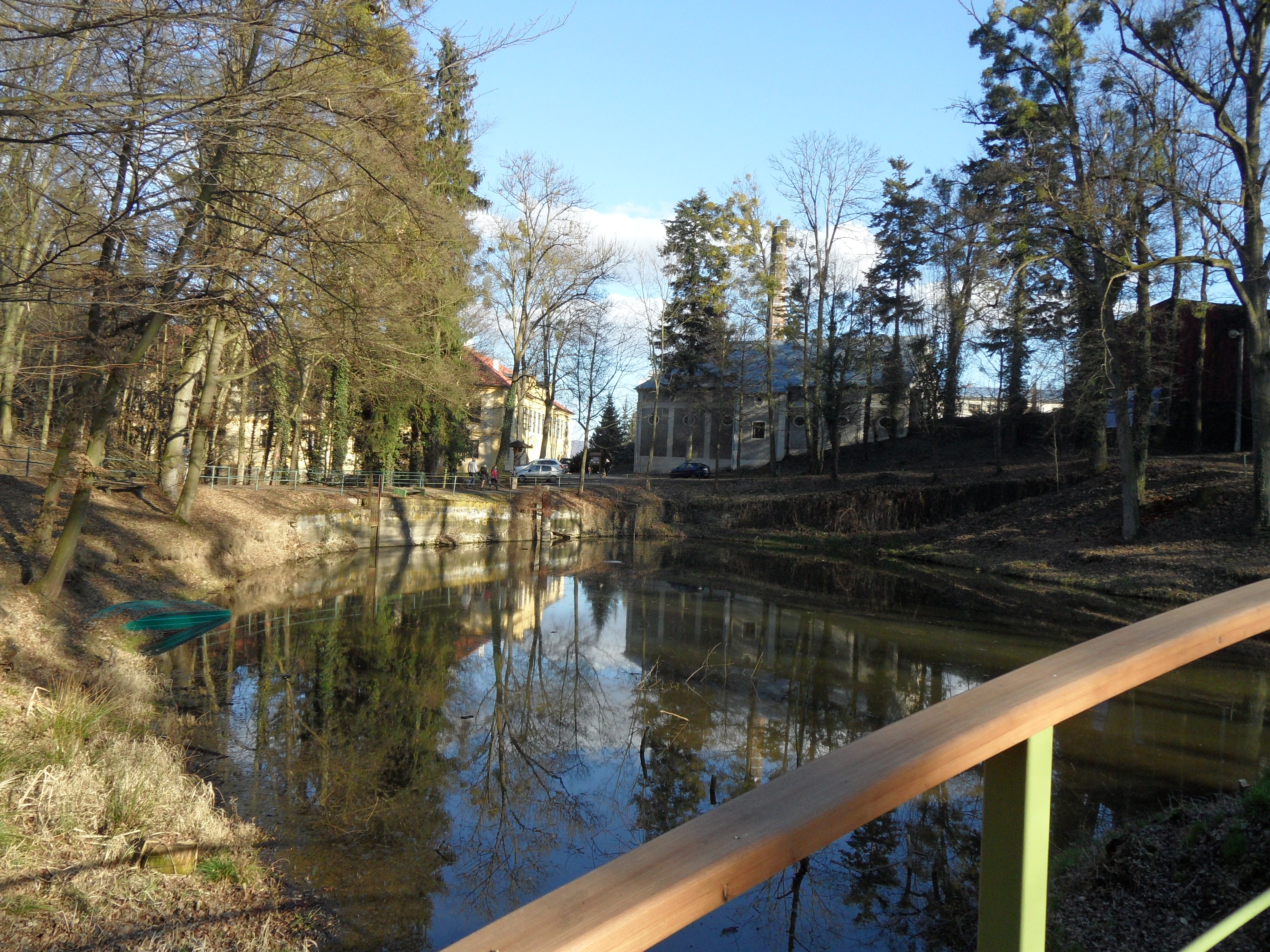
Landschaftspark Hostačov

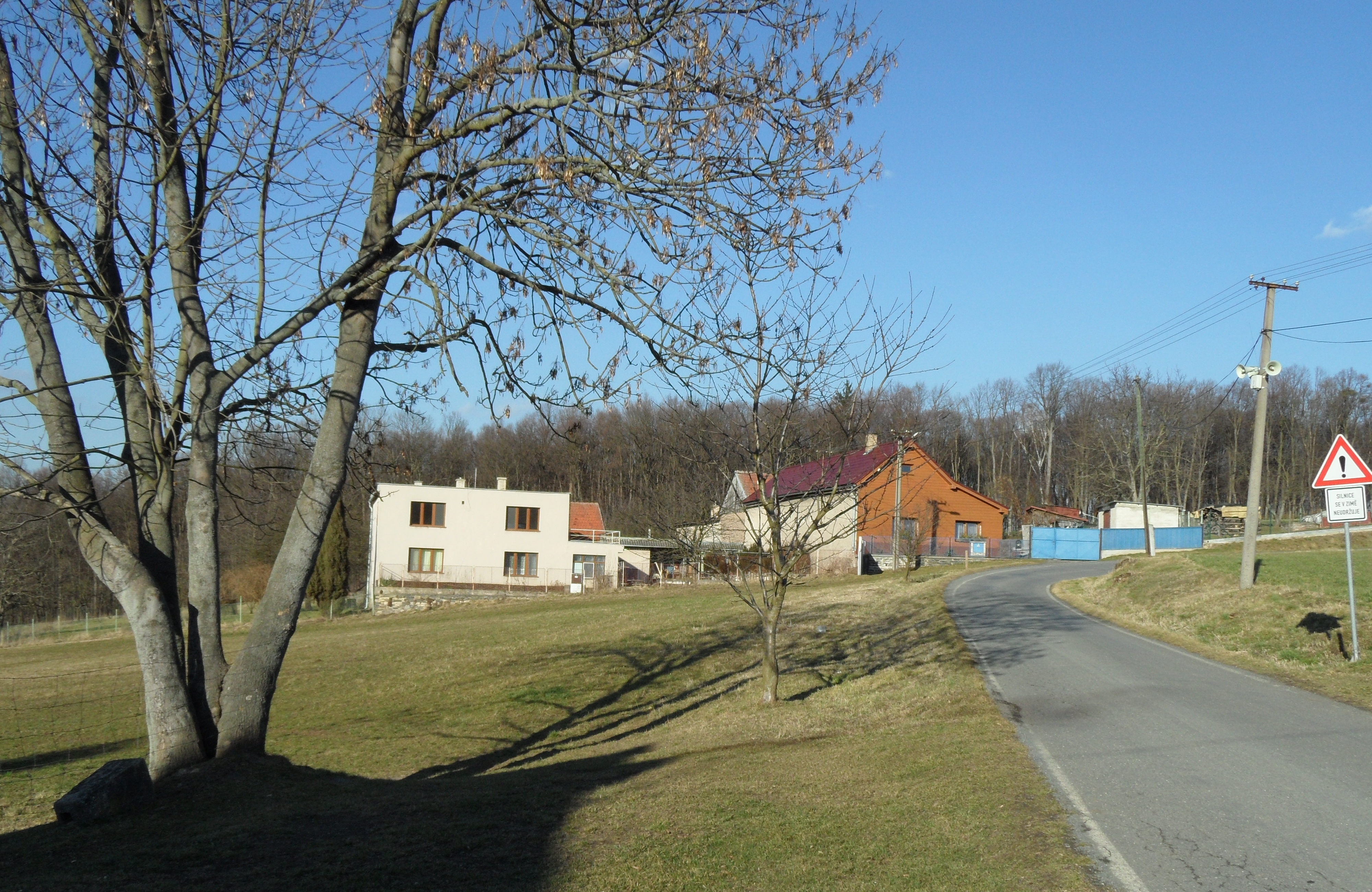
Häuser an der Straße

Hostačov (deutsch Hostatschow, auch Hostaczow) ist ein Ortsteil der Gemeinde Skryje in Tschechien. Er liegt vier Kilometer nördlich von Golčův Jeníkov und gehört zum Okres Havlíčkův Brod.

## Geographie
Hostačov befindet sich am Bach Hostačovka in der Doubravská brázda (Doubrawasenke). Am östlichen Ortsrand liegt der Teich Hostačovský rybník.
Nachbarorte sind Zehuby, Kamenné Mosty und Biskupice im Norden, Ronov nad Doubravou und Kněžice im Nordosten, Na Doubravě und Zvěstovice im Osten, Spytice, Potěšilka und Jezuitský Mlýn im Südosten, Sirákovice und Skryje im Süden, Chrastice im Südwesten, Okřesaneč und Na Podháji im Westen sowie Hostovlice im Nordwesten.

## Geschichte
Die erste urkundliche Erwähnung von Hostačov erfolgte 1298. Wahrscheinlich zu Beginn des 14. Jahrhunderts errichteten die Vladiken Hostačovský von Petrovice eine einfache gotische Feste. Im Jahre 1318 hatte Bohuslav von Hostačov hier seinen Sitz. Die älteste schriftliche Nachricht über die Feste stammt aus dem Jahre 1542, als Václav Tuněchodský von Poběžovice das Gut kaufte. Hostačov bestand lange Zeit nur aus der Feste, einem Wirtschaftshof, einer Brauerei und einer Schenke. Unter Heřman Bohdanecký von Hodkov, der das Gut 1557 erwarb, begann der Umbau der Feste zu einem Schloss. Zu Beginn des 17. Jahrhunderts gehörte das Gut den Herren Chotouchovský von Nebovid. Um 1650 erwarb Maria Magdalena von der Goltz das Gut Hostačov und schlug es der Herrschaft Jenikow zu. Als ihr zweiter Mann, der kaiserliche Generalfeldzeugmeister Martin Maximilian von der Goltz, 1653 verstarb, wurde er in der Grabschrift der Jenikower Lorettokapelle Dominus in Jenikow et Hostaczow genannt. 1686 wurde das Gut Hostačov mit Chrastice und Zvěstovice wieder von Jenikow abgetrennt und an Johann Georg Funck von Funcken verkauft. Ab 1717 besaßen die Dohalský von Dohalice das Gut. Im Jahre 1735 ließ Vratislav Bořek Dohalický von Nelice neben dem Schloss eine große Kapelle errichten. Als Maria verw. von Virmont im Jahre 1747 die Herrschaft Jenikow übernahm, war das Gut Hostačov wieder an diese angeschlossen. Ebenso 1759, als ihr Schwiegersohn Anton Corfiz Ulfeldt beide Güter übernahm. Später wurde das Gut Hostačov gänzlich mit Goltsch-Jenikau vereinigt.
Im Jahre 1840 bestand das im Caslauer Kreis gelegene Dorf Hostačow aus 13 Häusern, in denen 86 Personen, darunter eine protestantische Familie lebten. Im Ort gab es ein herrschaftliches Schloss mit Park sowie Obst- und Küchengarten, eine öffentliche Kapelle des hl. Johannes von Nepomuk, einen herrschaftlichen Meierhof mit Schäferei, eine Mühle mit Brettsäge und ein Wirtshaus. Abseits lagen die Einschichten Babylon bzw. Pavillon (2 Dominikalhäuser), ein herrschaftliches Jägerhaus und eine Mühle. Pfarrort für das Dorf und die Einschichten war Žleb, das Schloss und die Kapelle waren nach Jenikau eingepfarrt. 1846 wurde in Hostačow eine der ersten Zuckerfabriken im Caslauer Kreis errichtet. Bis zur Mitte des 19. Jahrhunderts blieb Hostačow der Herrschaft Goltsch-Jenikau untertänig.
Nach der Aufhebung der Patrimonialherrschaften bildete Hostačov ab 1849 einen Ortsteil der Gemeinde Skryje im Gerichtsbezirk Habern. Ab 1868 gehörte der Ort zum Bezirk Časlau. 1869 hatte Hostačov 263 Einwohner und bestand aus 14 Häusern. Die Zuckerfabrik erhielt 1883 einen Zweigbahnanschluss zur Bahnstrecke Znojmo–Nymburk. Seit dem Beginn des 20. Jahrhunderts war das Dorf in zwei Anteile aufgeteilt: Hostačov 1. díl gehörte zur Gemeinde Skryje, Hostačov 2. díl zur Gemeinde Zvěstovice. Im Jahre 1900 lebten in Hostačov 212 Menschen, 1910 waren es 205. Nach dem Tod von Arthur Clanner von Engelshofen, der die Grundherrschaft 1876 erworben hatte, verkaufte dessen Witwe das Gut 1906 an Franz Joseph von Auersperg auf Schloss Žleby. Nach der Bodenreform von 1924 wurden das Schloss, die Zuckerfabrik und der verbliebene Teil des Hofes Křemen in eine Aktiengesellschaft eingebracht. 1930 hatte Hostačov 157 Einwohner und bestand aus 22 Häusern. 1945 wurden die Fürsten Auersperg enteignet und das Schloss verstaatlicht. Die Unterscheidung in 1. díl und 2. díl fiel weg; einzelne Häuser gehören aber weiterhin zu Zvěstovice. Die Zuckerfabrik stellte 1958 den Betrieb ein; in ihren Gebäuden begann ab 1960 ein Werk der Ostböhmischen Papierfabrik mit der Produktion. Seit der Gebietsreform von 1960 gehört das Dorf zum Okres Havlíčkův Brod. Die Zweigbahn wurde 1964 stillgelegt und später demontiert. Anfang 1989 erfolgte die Eingemeindung nach Golčův Jeníkov. Seit dem 24. November 1990 ist Hostačov wieder ein Ortsteil von Skryje. Beim Zensus von 2001 lebten in den 24 Häusern des Dorfes 105 Personen.

## Ortsgliederung
Zu Hostačov gehört die Einschicht Na Doubravě. Der Ortsteil ist Teil des Katastralbezirkes Skryje u Golčova Jeníkova.

## Sehenswürdigkeiten
- Schloss Hostačov: nach 1557 begann Heřman Bohdanecký von Hodkov mit dem Umbau der Feste zu einem Schloss. Unter den Chotouchovský von Nebovid wurde der dreiflügelige Renaissancebau fertiggestellt. 1673 erfolgte der Anbau der Hofarkaden. Nach 1717 ließen die Dohalský von Dohalice den Westflügel anbauen. Von 1945 bis 1989 diente das Schloss als Erholungs- und Rehabilitationszentrum des Ústecký kraj, danach bis 2004 in Trägerschaft der Sozialfürsorgeeinrichtung Chomutov. Nach der Privatisierung und Sanierung wird es als Hotel, Restaurant und Konferenzzentrum genutzt.
- Landschaftspark Hostačov: Der das Schloss umgebende Park wurde 2013–2015 revitalisiert. Im Park befindet sich zudem ein Discgolfplatz.

## Ehemalige Kapelle des hl. Johannes von Nepomuk
Die Pläne für das 1735 geweihte Bauwerk mit oktogonalem Grundriss werden Johann Blasius Santini-Aichl zugeschrieben. Die Familie Clanner von Engelshofen nutzte die Kapelle als Familiengrabstätte. In den Jahren 1906–1907 erfolgte auf Veranlassung von Anna Clanner von Engelshofen eine Instandsetzung. 1920 stürzte die Decke der Kapelle ein, dabei wurden die Deckenfresken mit Szenen aus dem Leben des hl. Johannes von Nepomuk zerstört. Nach dem Ende des Zweiten Weltkrieges wurde die Kapelle verwüstet. Auf Antrag des örtlichen Nationalausschusses Skryje hob das Ministerium für Schulwesen und Kultur im April 1962 den Denkmalschutz auf. Nach einem erneuten Deckeneinsturz erfolgte im Juli 1968 der Abriss. An der Stelle der Kapelle entstanden eine Bushaltestelle und der Parkplatz der Papierfabrik.

## Söhne und Töchter des Ortes
- Bohumil Zahradník-Brodský (1862–1939), Schriftsteller
- Isidor Bogdan Zahradník (1864–1926), Prämonstratenser und Politiker